# 蒜瓣杓蛤
蒜瓣杓蛤（学名：Cuspidaria hindsiana）为杓蛤科杓蛤屬下的一个种。

## 扩展阅读
- 維基物種上的相關：蒜瓣杓蛤